# Santa Maria de Belém
Santa Maria de Belém, (Belém je portugalski za Betlehem), je predgrađe grada Lisabona. Nalazi se na obali rijeke Teja.
Do 1885. je bilo samostalno, a potom je pripojeno Lisabonu.
Pri velikom potresu od 1. studenog 1755.m, koji je razorio lisabonsko gradsko središte, Belém je jedva bio pogođen, tako da se ovdje nalaze sačuvane brojne znamenitosti portugalskog glavnog grada. Među njih spadaju:
- mosteiro dos Jerónimos (heremitski samostan) (UNESCO-ovo kulturno blago) sa samostanskom crkvom sv. Marije (Santa Maria) i groblje kraljevske obitelji Avizovaca, a od ostalih, i Vasca de Game i Luísa de Camõesa);
- Torre de Belém (UNESCO-ovo kulturno blago);
- spomenik portugalskim pomorcima i istraživačima (Padrão dos Descobrimentos);
- „Centro Cultural de Belém”;
- muzej kočija;
- poznata 160 godina stara slastičarnica „Fabrica dos Pasteis de Belem” (iz 1837.)

Bivša kraljevska palača u Belému (Palácio Nacional de Belém) je danas službeno sjedište predsjednika Republike Portugala.
U Belému se nalazi i luka Restelo, tradicionalna luka portugalskog glavnog grada, iz koje su brojni poznati i slavni portugalski istraživači isplovili.
Belémska glavna ulica se zove Rua de Belém. U njoj se nalazi i rečena (1837. osnovana) slastičarnica, u kojoj se može nabaviti poznati kolač pastel de Belém (množina: pastéis de Belém), kojeg su pravili redovnici po tajnom receptu. Za razliku od ostalih pasteis de nata, za belemski se uvijek čeka u redu. 

Kolač se spravlja od vanilije, vrhnja i cimeta, a omjer je stroga tajna.
U ovoj četvrti je sjedište nogometnog kluba Belenenses.
Vidi još i: Belenzada, en:Pastel de nata

## Vanjske poveznice
- „Centro Cultural de Belém”
- Belémske stranice